# .mu
A .mu Mauritius internetes legfelső szintű tartomány kódja, melyet 1995-ben hoztak létre.

## Második szintű tartománynevek
- com.mu – kereskedelmi szervezeteknek.
- net.mu – internet fenntartóknak.
- org.mu – nonprofit szervezeteknek.
- gov.mu – kormányzati szervezeteknek.
- ac.mu – tudományos intézményeknek.
- co.mu – kereskedelmi szervezeteknek (már elérhető új nyilvántartásért a regisztrációt végző szervezetnél).
- or.mu – nonprofit szervezeteknek (már elérhető új nyilvántartásért a regisztrációt végző szervezetnél).